# 大斑躄魚
大斑躄魚（学名：Antennarius maculatus），又名五腳虎，为輻鰭魚綱鮟鱇目躄魚亞目躄魚科躄魚屬下的一个种。其种加词“maculatus”意为“有斑点、斑块、斑纹的”。

## 分布
本魚分布於印度西太平洋區，從模里西斯、馬爾地夫至印尼、新加坡、菲律賓、新幾內亞、所羅門群島、新喀里多尼亞等海域。

## 特徵
本魚體色多變，範圍從乳黃色、黃色、褐色或黑色且有分散的深色圓形斑點與鞍狀斑或斑塊白色到粉紅、赭紅色﹐很多的突出瘤狀的突起在它的皮膚與擬態一個極小的魚的一個大的餌球，背鰭硬棘3枚、背鰭軟條11-12枚、臀鰭軟條6-7枚，體長可達15公分。

## 生態
棲息在水深1-15公尺、有遮蔽的岩礁區，成魚通常躲在海綿中，卵生的，卵是黏在絲帶狀的鞘或者凝膠黏液團被稱為卵筏或卵罩。

## 經濟利用
可做為觀賞魚。